# درازي (خورموج)
درازي (بالفارسية: درازی) هي قرية تقع في إيران في قسم خورموج الريفي. يقدر عدد سكانها بـ 892 نسمة بحسب إحصاء 2016.